# Madra
Madra è l'album di debutto dei Miranda Sex Garden. È l'unico album del gruppo ad essere interamente a cappella e i brani sono tutti madrigali inglesi. L'intero lavoro è stato registrato in due giorni, nel marzo 1991.

## Tracce
1. Seek Sweet Content – 2:18
2. While Joyful Springtime Lasteth – 1:15
3. Though Philomela Lost Her Love – 0:40
4. Go Wailing Accents – 1:46
5. Gush Forth My Tears – 2:15
6. Fly Not So Fast – 1:20
7. The Nightingale – 1:04
8. Lady Those Eyes – 1:26
9. Though My Carriage Be But Careless – 1:10
10. All Creatures Now Are Merry Minded – 1:40
11. Full Fathom Five – 1:04
12. See Amaryllis Shamed – 2:06
13. It Was a Lover and His Lass – 2:17
14. Those Sweet Delightful Lilies – 2:15
15. Ah, Look Upon Those Eyes – 2:28
16. If It Be Love – 1:15
17. Away, Thou Shalt Not Love Me – 1:15
18. How Merrily We Live – 0:59
19. Sweet Kate – 1:20
20. This Love is but a Wanton Fit – 0:40
21. Sure There is No God of Love – 2:16
22. See Mine Own Sweet Jewel – 1:05
23. When First I Saw Thee – 0:39
24. The Silver Swan – 1:19
25. Sweet Honey Sucking Bees – 3:26

## Formazione
- Katharine Blake: Voce
- Kelly McCusker: Voce
- Jocelyn West: Voce